# Cal Savés
Cal Savés (en algunes fonts escrit Can Severs) és una masia de Serrateix, al municipi de Viver i Serrateix (Berguedà), inclosa en l'Inventari del Patrimoni Arquitectònic Català.

## Descripció
La masia de cal Savés conserva la seva estructura de masia clàssica amb coberta a doble vessant i el carener paral·lel a la façana principal, orientada a migdia.

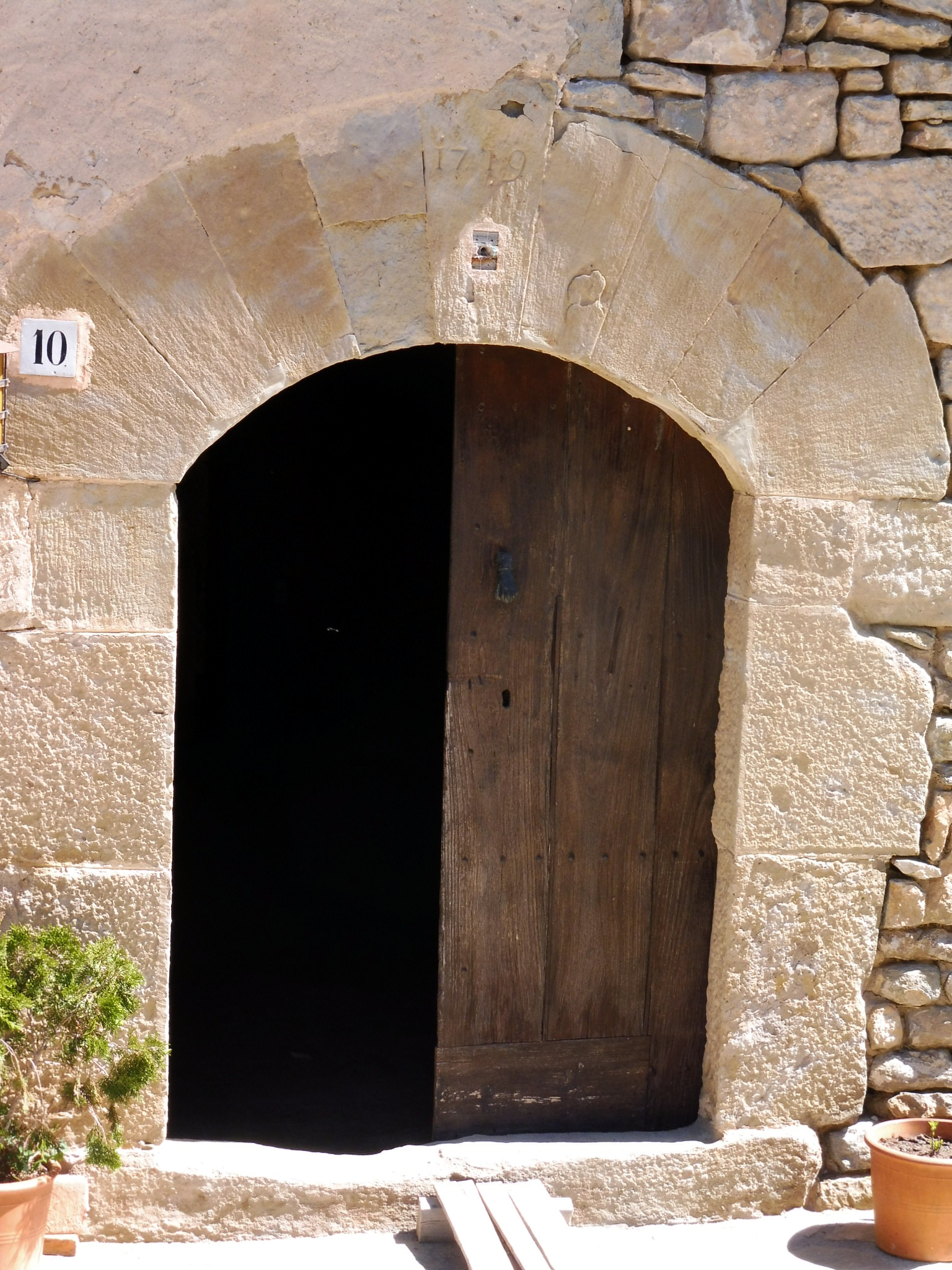
El portal

 La porta principal d'arc de mig punt i dovelles perfectament treballades no és al centre de la façana. Les finestres de la façana conserven les llindes amb les dades de construcció 1784 i 1719.

## Història
La documentació fa referència a l'existència d'una torre defensiva a Cal Savés anomenada "Guardia del Cixilane o Caxilane", que tenia la funció de guardar el camí cap a Cardona. La masia, situada en el peu d'aquest camí, pot coincidir perfectament amb l'esmentada torre de defensa que els documents del segle X esmenten.
Al segle xvii era coneguda amb el nom de mas "Xixalans" i consta com una de les propietats del monestir de Santa Maria de Serrateix. El 1649 és documentat Joan Severs, que pagava 1 lliura i 4 sous de cens al monestir.
L'actual masia és una construcció del segle xviii.